# Ирса Сигюрдардоуттир
Вильборг Ирса Сигюрдардоуттир (исл. Vilborg Yrsa Sigurðardóttir; род. 24 августа 1963, Рейкьявик, Исландия) — исландская писательница. Наибольшую известность ей принесла серия детективов об адвокате Тоуре Гюдмюндсдоуттир (Þóra Guðmundsdóttir).

## Биография

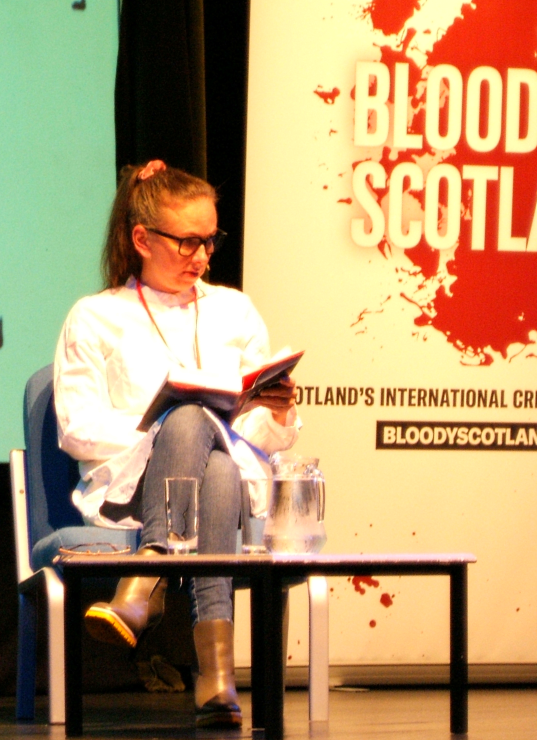
Ирса Сигюрдардоуттир в 2019 году

Родилась 24 августа 1963 года в Рейкьявике, столице Исландии.
В 1983 году окончила Рейкьявикскую среднюю школу второй ступени (MR).
В 1988 году получила степень бакалавра по гражданскому строительству в Исландском университете (HÍ). В 1997 году получила степень бакалавра по гражданскому строительству в Университете Конкордия в Монреале в Канаде.
Работает инженером-строителем. Осуществляла надзор за строительством ГЭС «Каурахньюкар».
Дебютировала в 1998 году как автор детской книги Þar lágu Danir í því. В 2000 году получила награду от исландского отделения Международного совета по детской и юношеской литературе (IBBY) за книгу Við viljum jólin í júlí. В 2003 году получила Исландскую книжную детскую премию за рассказ Biobörn.
В 2005 году опубликован первый криминальный роман Ирсы для взрослых «Последние ритуалы» (Þriðja táknið) в издательстве Veröld, основанном в том же году. Это первый роман об адвокате Тоуре Гюдмюндсдоуттир (Þóra Guðmundsdóttir), которая занимается загадочными уголовными делами. Годом спустя был опубликован роман «Возьми мою душу» (Sér grefur gröf), снова об Тоуре. За ним последовало множество романов об Тоуре. Права на публикацию книг о Тоуре были проданы во многие страны, и они были опубликованы в переводах по всему миру. Первый криминальный роман Ирсы, в котором Тоура не в главной роли, — «Я тебя помню» (Ég man þig; 2010).
Ирса дважды получала премию Blóðdropinn — литературную награду Исландии за лучший криминальный роман года: в 2011 году за роман «Я тебя помню» и в 2015 году за роман «ДНК» (DNA).
В 2017 году за роман «ДНК» Ирса была удостоена премии Палле Розенкранца — литературной награды Дании за лучший криминальный роман года.
Ирса выступила одним из сценаристов сериала «Пресса» (Pressa), первый эпизод которого был показан 30 декабря 2007 года.
Роман «Я тебя помню» был экранизирован. Экранизация вышла в 2017 году.
Ирса присоединилась к команде авторов второго сезона сериала «Капкан» (Ófærð), первый эпизод которого вышел в эфир 26 декабря 2018 года.
В 2020 году Ирса номинирована за детскую книгу Herra Bóbó, Amelía og ættbrókin на Исландскую литературную премию в номинации «книги для детей и подростков» и на премию «Детская книга» города Рейкьявика.
Роман «Тайна самоубийцы» (Kuldi) был экранизирован (режиссёр Эрлингюр Тороддсен). Экранизация вышла в 2023 году.

## Русские переводы
В издательстве АСТ в русском переводе вышли романы «Последние ритуалы» (2011, перевод Анны Раскиной) и «Возьми мою душу» (2012, перевод И. Гаврилова), первый и второй романы из цикла «Тоура Гюдмюндсдоуттир».
В переводе Натальи Демидовой  в издательстве «Эксмо» вышел роман «ДНК» (2020), первый роман из цикла «Фрейя и Хюльдар». В том же издательстве в переводе Сергея Самуйлова вышли романы «Расплата» (2021) и «Прощение» (2022), которые являются вторым и третьим романом цикла.

## Личная жизнь
Живёт в Сельтьяднарнесе. Замужем, имеет двоих детей.

## Книги для детей и подростков
- Þar lágu Danir í því (1998)
- Við viljum jólin í júlí (1999)
- Barnapíubófinn, Búkolla og bókaránið (2000)
- B 10 (2001)
- Bíóbörn (2003)
- Herra Bóbó, Amelía og ættbrókin (2003)

## Романы для взрослых
- Þriðja táknið (2005)
- Sér grefur gröf (2006)
- Aska (2007)
- Auðnin (2008)
- Horfðu á mig (2009)
- Ég man þig (2010)
- Brakið (2011)
- Kuldi (2012)
- Lygi (2013)
- DNA (2014)
- Sogið (2015)
- Aflausn (2016)
- Gatið (2017)
- Brúðan (2018)
- Þögn (2019)
- Bráðin (2020)
- Lok lok og læs (2021)
- Gættu þinna handa (2022)